# Ecurobius parthicus
Genre
Espèce
Ecurobius parthicus, unique représentant du genre Ecurobius, est une espèce d'araignées aranéomorphes de la famille des Amaurobiidae.

## Distribution
Cette espèce est endémique de la province de Semnan en Iran,. Elle se rencontre vers Abr-Shirinabad.

## Description
La femelle holotype mesure 7,84 mm.

## Étymologie
Son nom d'espèce lui a été donné en référence au lieu de sa découverte, la Parthie.

## Publication originale
- Zamani & Marusik, 2021 : « New taxa of six families of spiders (Arachnida: Araneae) from Iran. » Zoology in the Middle East, vol. 67, no 1, p. 81-91.